# Хассельборг, Стефан
Стефан Ха́ссельборг (швед. Stefan Hasselborg; род. 30 апреля 1949, Швеция) — шведский кёрлингист и тренер по кёрлингу.
Игрок мужской сборной команды Швеции на чемпионатах мира и Европы.
Играл на позициях четвёртого,  третьего и  первого. В 1983—1986 был скипом своей команды.

## Достижения
- Чемпионат мира по кёрлингу среди мужчин: серебро (1985)
- Чемпионат Европы по кёрлингу: золото (1990), бронза (1994).
- Чемпионат Швеции по кёрлингу среди мужчин: золото (1990, 1994).[2]

## Команды
| Сезон   | Четвёртый           | Третий              | Второй        | Первый             | Запасной                                 | Турниры            |
| ------- | ------------------- | ------------------- | ------------- | ------------------ | ---------------------------------------- | ------------------ |
| 1982—83 | Стефан Хассельборг  | Микаэль Хассельборг | Ханс Нурдин   | Ларс Вернблум      |                                          | ЧМ 1983 (4 место)  |
| 1984—85 | Стефан Хассельборг  | Микаэль Хассельборг | Ханс Нурдин   | Ларс Вернблум      |                                          | ЧМ 1985            |
| 1985—86 | Стефан Хассельборг  | Микаэль Хассельборг | Ханс Нурдин   | Ларс Вернблум      | Андерс Нильссон                          | ЧМ 1986 (4 место)  |
| 1990—91 | Микаэль Хассельборг | Ханс Нурдин         | Ларс Вогберг  | Стефан Хассельборг |                                          | ЧЕ 1990            |
| 1991—92 | Микаэль Хассельборг | Ханс Нурдин         | Ларс Вогберг  | Стефан Хассельборг | Ларс-Оке Нурдстрём                       | ЧМ 1992 (7 место)  |
| 1994—95 | Микаэль Хассельборг | Ханс Нурдин         | Ларс Вогберг  | Стефан Хассельборг | Ларс-Оке Нурдстрём тренер: Ян Страндлунд | ЧЕ 1994            |
| 1995—96 | Микаэль Хассельборг | Стефан Хассельборг  | Ханс Нурдин   | Петер Эрикссон     | Ларс-Оке Нурдстрём                       | ЧМ 1996 (5 место)  |
| 2019—20 | Anders Antonsson    | Mats Mohlin         | Kennet Svande | Стефан Хассельборг |                                          | ЧШМ 2020 (5 место) |

(скипы выделены полужирным шрифтом)

## Результаты как тренера национальных сборных
| Год  | Турнир                                       | Сборная | Место |
| ---- | -------------------------------------------- | ------- | ----- |
| 1981 | Чемпионат мира по кёрлингу среди мужчин 1981 | Швеция  | 5     |
| 1990 | Чемпионат мира по кёрлингу среди мужчин 1990 | Швеция  | 3     |
| 1996 | Чемпионат Европы по кёрлингу 1996            | Швеция  | 2     |
| 1997 | Чемпионат мира по кёрлингу среди женщин 1997 | Швеция  | 5     |
| 1998 | Чемпионат Европы по кёрлингу 1998            | Швеция  | 1     |
| 1998 | Чемпионат Европы по кёрлингу 1998            | Швеция  | 5     |
| 1999 | Чемпионат Европы по кёрлингу 1999            | Швеция  | 6     |
| 1999 | Чемпионат Европы по кёрлингу 1999            | Швеция  | 2     |
| 2000 | Чемпионат Европы по кёрлингу 2000            | Швеция  | 3     |
| 2000 | Чемпионат Европы по кёрлингу 2000            | Швеция  | 1     |
| 2001 | Чемпионат Европы по кёрлингу 2001            | Швеция  | 1     |
| 2005 | Чемпионат Европы по кёрлингу 2005            | Швеция  | 2     |
| 2005 | Чемпионат Европы по кёрлингу 2005            | Швеция  | 1     |
| 2006 | Зимние Олимпийские игры 2006                 | Швеция  | 8     |
| 2006 | Зимние Олимпийские игры 2006                 | Швеция  | 1     |
| 2006 | Чемпионат мира по кёрлингу среди женщин 2006 | Швеция  | 1     |
| 2007 | Чемпионат мира по кёрлингу среди мужчин 2007 | Швеция  | 5     |
| 2008 | Чемпионат мира по кёрлингу среди мужчин 2008 | Швеция  | 10    |
| 2010 | Зимние Олимпийские игры 2010                 | Швеция  | 1     |

С 1998 по 2010 — национальный тренер (англ. national coach) сборных команд Швеции по кёрлингу.

## Частная жизнь
Из семьи известных шведских кёрлингистов: его дочь — Мария (Мио) Хассельборг, брат Микаэль Хассельборг, племянники (дети Микаэля) — Анна Хассельборг и Маркус Хассельборг.